# Heterocallia fumosa
Heterocallia fumosa är en fjärilsart som beskrevs av W. Warren 1896. Heterocallia fumosa ingår i släktet Heterocallia och familjen mätare. Inga underarter finns listade i Catalogue of Life.